# Pikelinia ticucho
Espèce
Pikelinia ticucho est une espèce d'araignées aranéomorphes de la famille des Filistatidae.

## Distribution
Cette espèce est endémique d'Argentine. Elle se rencontre dans les provinces de Salta, de Catamarca, de Tucumán et de Jujuy,.

## Description
Le mâle holotype mesure 2,52 mm et la femelle paratype 3,32 mm.

## Publication originale
- Ramírez & Grismado, 1997 : A review of the spider family Filistatidae in Argentina (Arachnida, Araneae), with a cladistic reanalysis of filistatid genera. Entomologica Scandinavica, vol. 28, no 3, p. 319-349 (texte intégral).